# Surimono

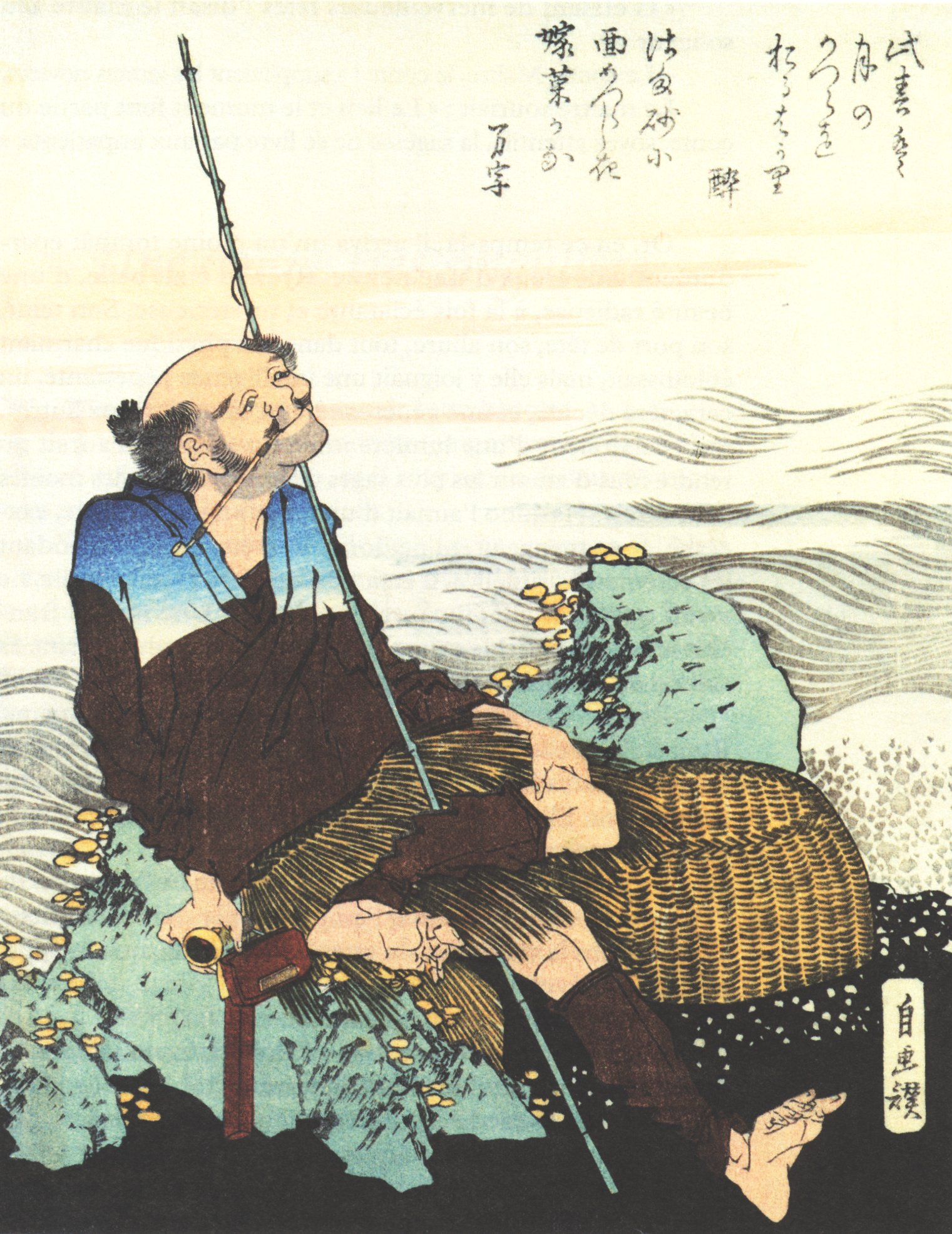
Grabado surimono por Katsushika Hokusai.

El surimono (摺物?) es un género de xilografía japonés, cuyas obras generalmente eran comisionadas para ocasiones especiales, tal como Año nuevo. El término surimono significa literalmente «cosa grabada»

## Uso
La mayoría de los surimono fueron comisionados por sociedades poéticas para ilustrar al poema ganador de algún concurso celebrado por dichas sociedades. Los grabados generalmente tenían un formato menor y el tallado de los kanjis requería de un alto grado de habilidad.
Los actores de kabuki también ordenaban surimono para conmemorar eventos importantes en sus carreras, tales como el cambio de nombre o el debut en escena de sus hijos.